# ويليام هاردينغ
ويليام هاردينغ (بالإنجليزية: William Harding)‏ (1 يناير 1883 في المملكة المتحدة - 1 يناير 1967 بستوك أون ترينت في المملكة المتحدة) هو لاعب كرة قدم بريطاني (وحمل سابقاً جنسية المملكة المتحدة لبريطانيا العظمى وأيرلندا) في مركز الدفاع. لعب مع ستوك سيتي.